# Uno (canção)
"Uno" é uma canção da banda inglesa de rock alternativo Muse que está no seu álbum de estréia, Showbiz. "Uno" foi lançado como o primeiro single da banda e foi bem recebido pelos criticos mas não conseguiu nada melhor que uma posição n° 73 no UK Singles Chart. A música é de autoria do vocalista e guitarrista da banda, Matthew Bellamy.

## Faixas

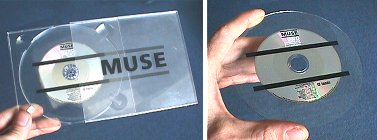
A peculiar capa do CD single "Uno".

Todas as letras escritas por Matthew Bellamy, todas as músicas compostas por Muse.
| 7" vinil |                            |         |  |
| N.º      | Título                     | Duração |  |
| 1.       | "Uno" (Versão alternativa) | 3:44    |  |
| 2.       | "Agitated"                 | 2:19    |  |

| CD single - CD Francês |              |         |  |
| N.º                    | Título       | Duração |  |
| 1.                     | "Uno"        | 3:38    |  |
| 2.                     | "Jimmy Kane" | 2:59    |  |
| 3.                     | "Forced In"  | 4:17    |  |

| CD single Australiano |              |         |  |
| N.º                   | Título       | Duração |  |
| 1.                    | "Uno"        | 3:38    |  |
| 2.                    | "Jimmy Kane" | 2:59    |  |
| 3.                    | "Forced In"  | 4:17    |  |
| 4.                    | "Agitated"   | 2:19    |  |

| CD Alemão |                                 |         |  |
| N.º       | Título                          | Duração |  |
| 1.        | "Uno" (Versão do Radio)         | 3:03    |  |
| 2.        | "Pink Ego Box"                  | 3:33    |  |
| 3.        | "Do We Need This"               | 4:17    |  |
| 4.        | "Uno" (Versão de estúdio)       | 3:38    |  |
| 5.        | "Muscle Museum" (Video musical) | 3:50    |  |